# Bataille d'Empel
Guerre de Quatre-Vingts Ans
Batailles
- Chronologie de la guerre de Quatre-Vingts Ans
- Valenciennes
- Austruweel
- Rheindalen
- Heiligerlee
- Jemmingen
- Jodoigne
- Brielle
- 1er Flessingue
- Malines
- Goes
- Mons
- Haarlem
- 2e Flessingue
- Borsele
- Zuiderzee
- Alkmaar
- Leyde
- Reimerswaal
- Mook
- Lillo
- Zierikzee
- 1er Anvers
- 1er Bréda
- Gembloux
- Rijmenam
- 1er Deventer
- Maastricht
- 2e Bréda
- Açores
- 2e Anvers
- 3e Anvers
- Boksum
- Zutphen
- 1er Berg-op-Zoom
- Gravelines
- 3e Bréda
- 2e Deventer
- Groningue
- Huy
- 1er Groenlo1
- 2e Groenlo
- Turnhout
- Nieuport
- Ostende
- L'Écluse
- 3e Groenlo
- Saint-Vincent
- Gibraltar
- Saint-Vincent (1621)
- 2e Berg-op-Zoom
- 4e Bréda
- 4e Groenlo
- Matanzas
- Bois-le-Duc
- Abrolhos
- Slaak
- Maastricht
- 5e Bréda
- Cabañas
- Calloo
- Les Downs
- Saint-Vincent (1641)
- Hulst
- Cavite

La bataille d'Empel appelée également miracle d'Empel est une bataille de décembre 1585 pendant la guerre de Quatre-Vingts Ans au cours de laquelle 4 000 soldats espagnols échappent à l'anéantissement par les forces néerlandaises dans les environs d'Oud-Empel .

## Contexte

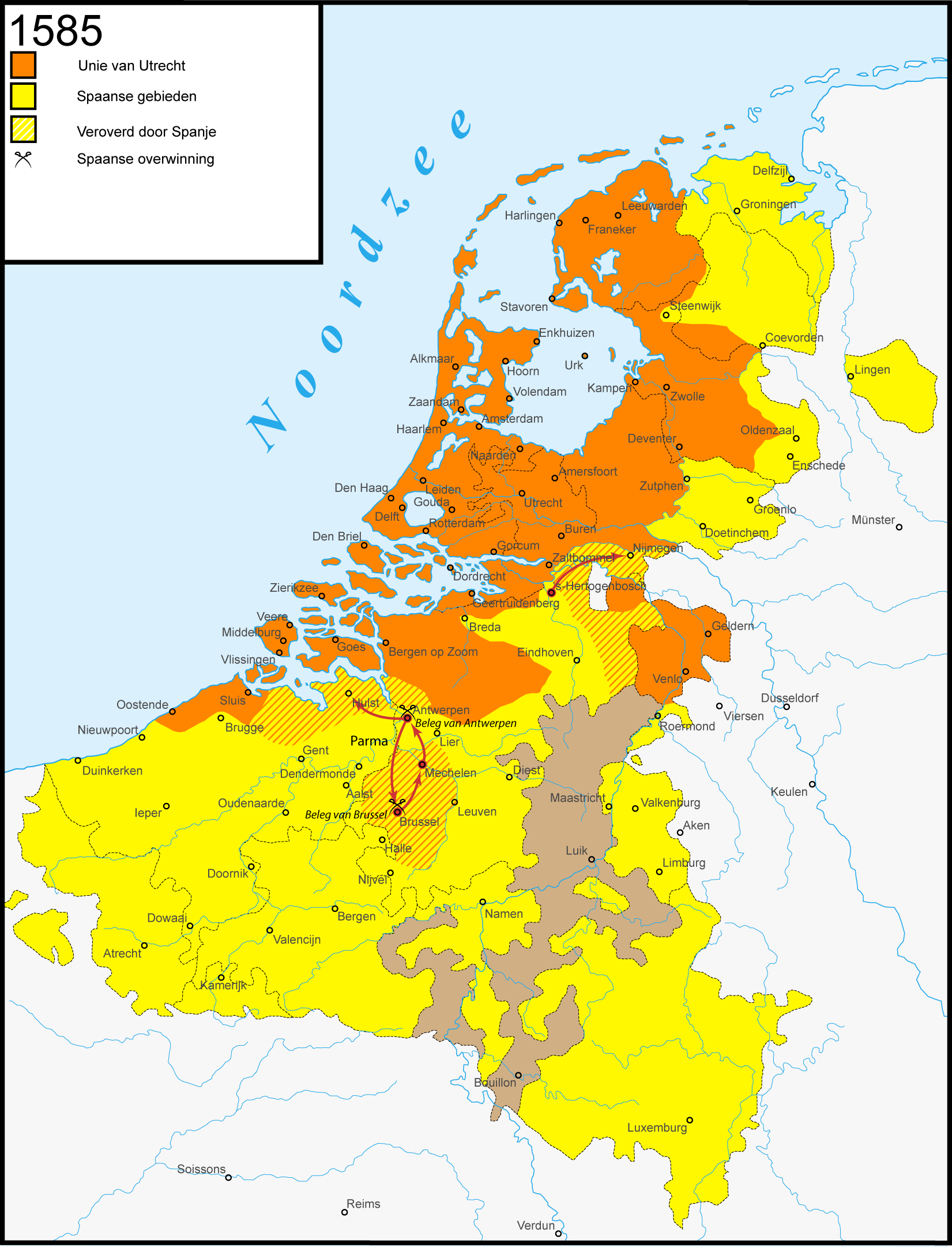
Carte de la guerre en 1585.

Bois-le-Duc était une ville pro-espagnole depuis 1579, tandis que toutes les villes de la région tombaient aux mains des rebelles (Zaltbommel en 1572, Mont-Sainte-Gertrude en 1573, Breda en 1577, Eindhoven en 1577, Nimègue en 1578). Eindhoven changea souvent de mains, de sorte que Bois-le-Duc reste en grande partie isolé, jusqu'à la chute de Bréda en 1581. Finalement, en mars 1585, Nimègue ouvre ses portes aux Espagnols. Un peu plus loin, Bruxelles et Anvers sont reprises par les armées espagnoles en mars et août 1585 respectivement. Le gouverneur Alexandre Farnèse, duc de Parme, ne voulait pas faire subir à la Flandre et au Brabant l'occupation des armées l'hiver 1585-1586 pendant la préparation des opérations de Gueldre prévues pour l'année suivante, et ordonna donc à ses troupes de camper dans le nord. Les soldats dirigés par Charles de Mansfeld se déplacent donc vers Bois-le-Duc.

## Bobadilla entouré de Hohenlohe
Un groupe campe à Ravenstein, un autre à Gueldre et un troisième dans le Bommelerwaard vers le 20 novembre 1585, sous la direction de Francisco Arias de Bobadilla (es). Ce dernier traverse la Meuse sur des pontons et fait installer trois régiments de quartiers d'hiver à Heerewaarden, Driel et Hurwenen, car il estime que l'on pouvait y obtenir suffisamment de nourriture de la population paysanne. Celle-ci avait quitté les villages avec leur nourriture pour Bommel, où une forte garnison néerlandaise était présente. Le froid hivernal et le manque de nourriture rendent les conditions difficiles aux hommes de Bobadilla. Un peu plus tard, Philippe de Hohenlohe-Neuenstein arrive sur les lieux avec une flotte assemblée en Hollande et en Zélande et estimée à deux cent navires embarquant de l'infanterie. Il perce les digues du Bommelerwaard. Les crues qui s'ensuivent forcent les Espagnols à battre en retraite et à se réfugier près d'Empel. La retraite est coupée par l'eau et surveillée par les troupes de Hohenlohe. Les Espagnols se mettent en défense sur les hauteurs non atteintes par l'eau dont fait partie Empel. Mansfeld échoue à secourir les hommes de Bobadilla, et Hohenlohe prévoit la reddition des troupes espagnoles.

## Miracle d'Empel

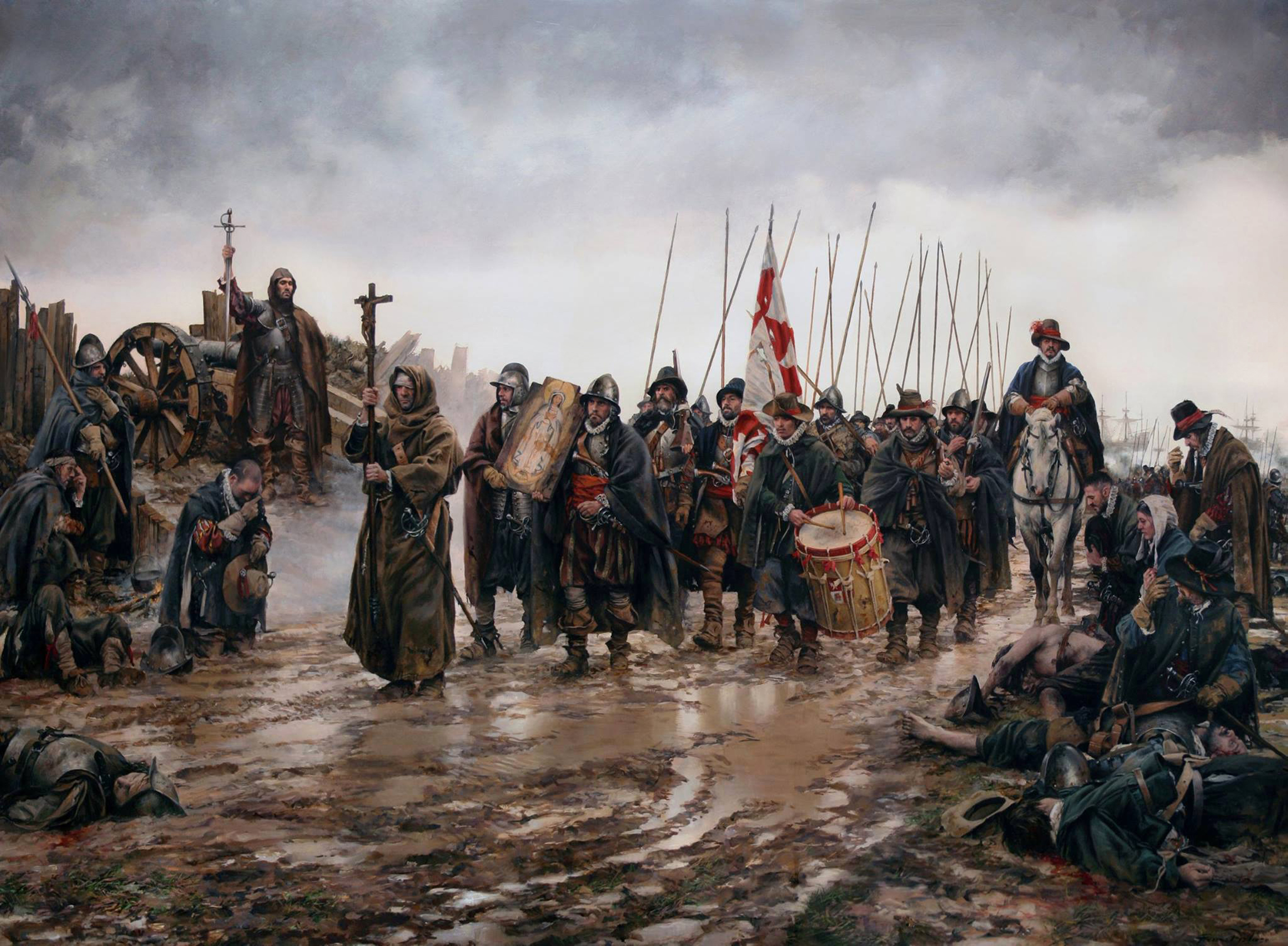
Le Miracle d'Empel, par Augusto Ferrer-Dalmau (2015)

Les troupes espagnoles sont piégées dans le froid et la pluie pendant cinq jours. L'artillerie des navires néerlandais tire en continu sur les positions espagnoles du 4 au 7 décembre. Les tercios se retranchent autour de l'église d'Empel. Un soldat espagnol y trouve une peinture intacte représentant l'Immaculée Conception de Marie. Bobadilla fait placer l'image dans l'église où une prière a lieu. Le lendemain, 8 décembre, était le jour où l'Immaculée Conception était traditionnellement célébrée. La fraternité de la Vierge Marie de Bois-le-Duc organise une procession en implorant l'aide de Dieu . 
Plus tard dans la journée, il gèle très fort. Les navires néerlandais, menacés d'être immobilisés par la glace, doivent se replier sur les eaux libres de la Meuse. Deux jours plus tard, le dégel commence et les troupes espagnoles parviennent à atteindre Bois-le-Duc. Cependant, les pertes sont importantes. 
Selon une source espagnole, la flotte néerlandaise a dû se retirer, car Mansfeld avait fait venir de Bois-le-Duc de l'artillerie lourde avec laquelle il tire sur les navires, ce qui les contraint à se retirer. Certains, immobilisés par la glace, sont brûlés ou capturés par les troupes de Mansfeld.
Le cartographe Frans Hogenberg considère également que c'est Mansfeld qui a sauvé les hommes de Bobadilla. 
Dans l'armée espagnole, le succès de la retraite d'Empel est considérée comme un miracle. La vénération de Marie prend son essor dans les milieux militaires. En 1892, la Vierge Marie devint la patronne de l'infanterie espagnole par décret royal de la régente Marie-Christine.